# Střední lesnická škola a Střední odborné učiliště Křivoklát
Střední lesnická škola a Střední odborné učiliště, Křivoklát (zkráceně SLŠ a SOU Křivoklát) je krajská vzdělávací instituce, sídlící na území obce Křivoklát ve Středočeském kraji, na samotě zvané Písky.

## Areál školy

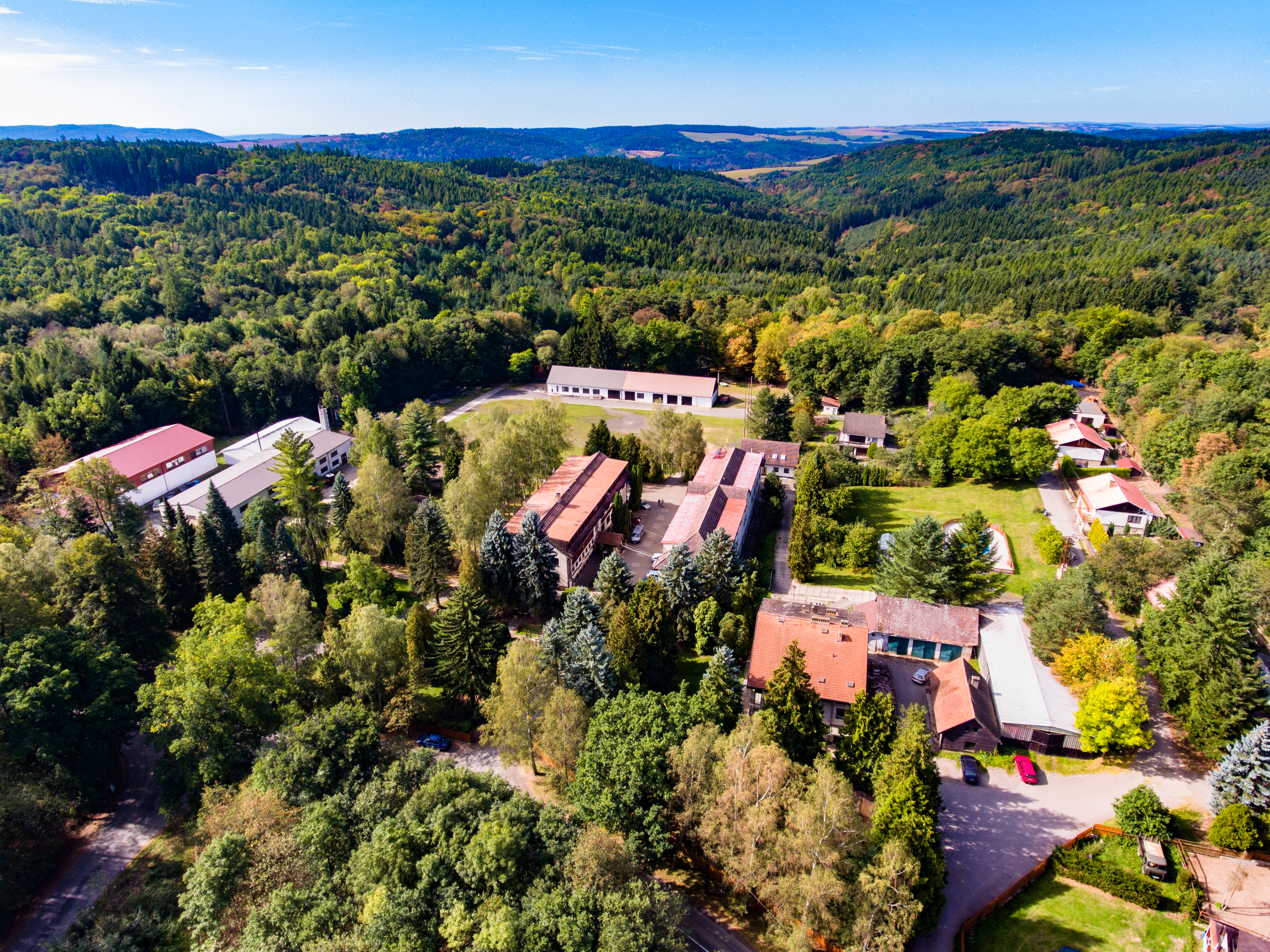
Letecká fotografie školního areálu

Školní pozemky se nachází asi 370 m n. m. v křivoklátské místní části Píska, což je samota asi 2,5 km za obcí na křižovatce silnic na Lány a na Zbečno. Od nepaměti zde stávala hájovna, která však podlehla v 70. letech 20. století požáru a již nebyla obnovena. V blízkosti protéká Požárský potok.
Škola je situována přímo v CHKO Křivoklátsko, obklopena ze všech čtyř stran hlubokými křivoklátskými lesy, které nabízí ideální podmínky pro výuku lesnických a přírodovědných oborů.
Přibližně uprostřed pozemku školy stojí dvě hlavní budovy, v nichž se nachází učebny, domov mládeže, jídelna, ředitelství a administrativní úsek. V jižní části je situována tělocvična, opravárenské dílny, truhlárna a laboratoř. Další dílny ohraničují pozemek ze západu. V severní části se kromě garáží nachází především ubytovací kapacity pro personál (5 rodinných domů a dva bytové domy), dále také bazén, včelín, lesnický skleník či zvěřinec. Největší plochu v areálu zabírají školní hřiště a arboretum.
Škola není napojena na veřejnou vodovodní ani kanalizační síť, je tedy zásobována vodou z několika školních studní a disponuje také vlastní čističkou odpadních vod.

## Historie

### 1839-1848

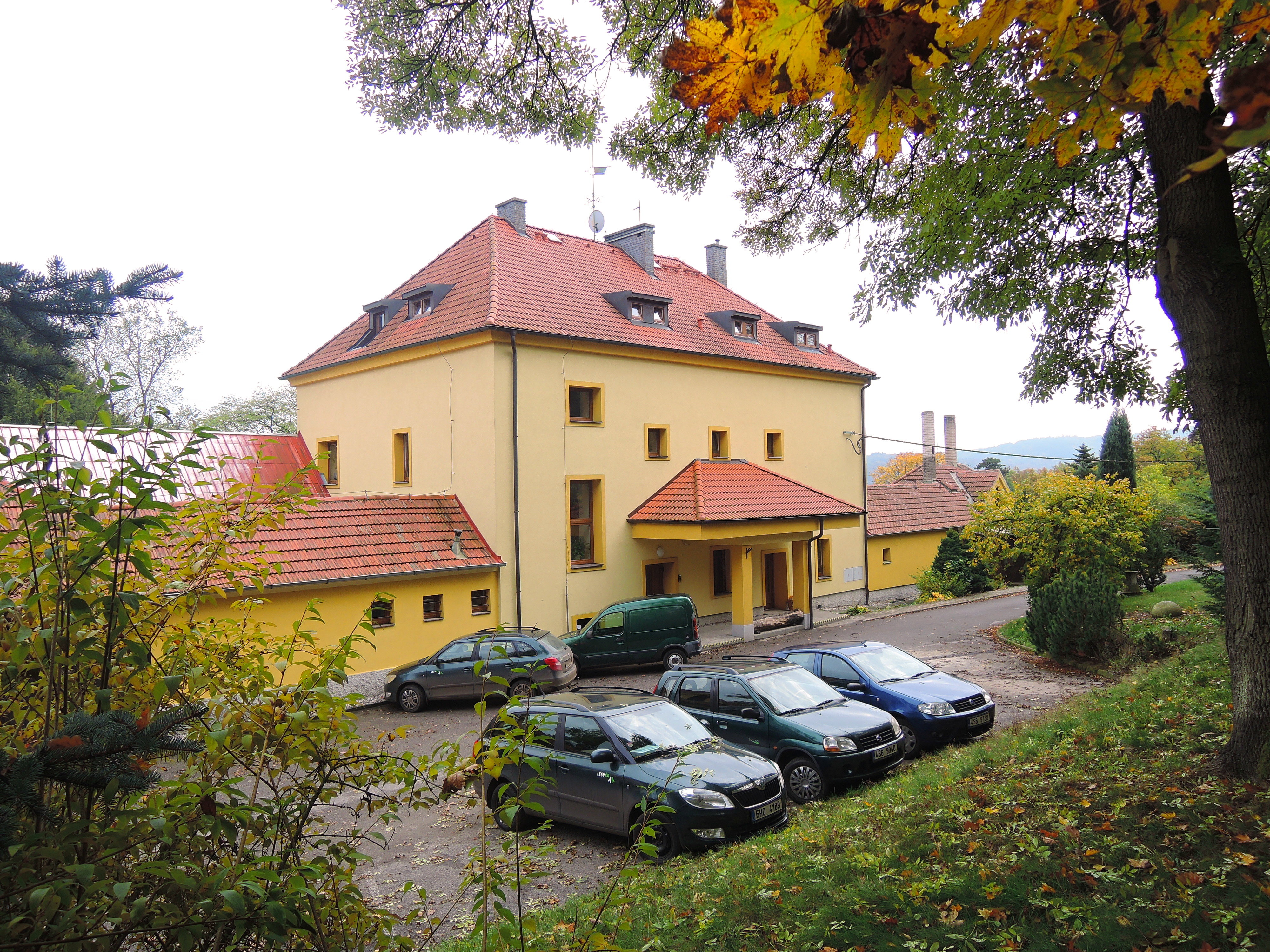
Budova někdejší první lesnické školy v Křivoklátě, tzv. Nechlebárna (dnes Lesní správa Křivoklát)

Lesnické školství v Křivoklátě má dlouhou tradici, sahající až k jedné z prvních lesnických škol v Čechách. Ta vznikla na fürstenberském křivoklátském panství již roku 1839 ve vsi Amalín (od roku 1892 místní část Křivoklátu).
Zakladatelem školy byl vrchní lesmistr křivoklátského panství Ing. Jan Bedřich Gintl. Jednalo se sice o Gintlovu soukromou školu, avšak od knížete Karla Egona II. z Fürstenbergu získal zakladatel nejenom požehnání, ale darem i pozemky, finanční podporu, část vybavení a každoročně 16 sáhů dřeva na otop. Pro potřeby školy byla roku 1839 dokončena nová budova, zahrnující prostory školy, kanceláře, byt lesmistra a internát. V blízkosti školy vznikla také lesní školka a arboretum. Dnes v těchto prostorách sídlí Lesní správa Křivoklát (tzv. Nechlebárna, č. p. 43).
Vyučovali zde úředníci lesního úřadu, včetně samotného Gintla. Ke studiu byli přijímáni synové panských lesníků, výjimečně i poddaných. Přednostně se přijímali také absolventi pražské techniky, kteří mohli nastoupit hned do druhého ročníku a na rozdíl od ostatních absolventů křivoklátského učiliště směli pomýšlet na vyšší vedoucí pozice ve správě fürstenberských lesů. Učiliště absolvovalo každý rok okolo 10 mladých mužů.
V bouřlivém revolučním roce 1848 byla činnost školy ukončena. Roku 1852 potom vznikla první veřejná lesnická škola v mocnářství (v moravském Úsově), lesnické učiliště na Křivoklátě tak pozbylo smyslu a nebylo již obnoveno. Alespoň prozatím.

### 1950-1960

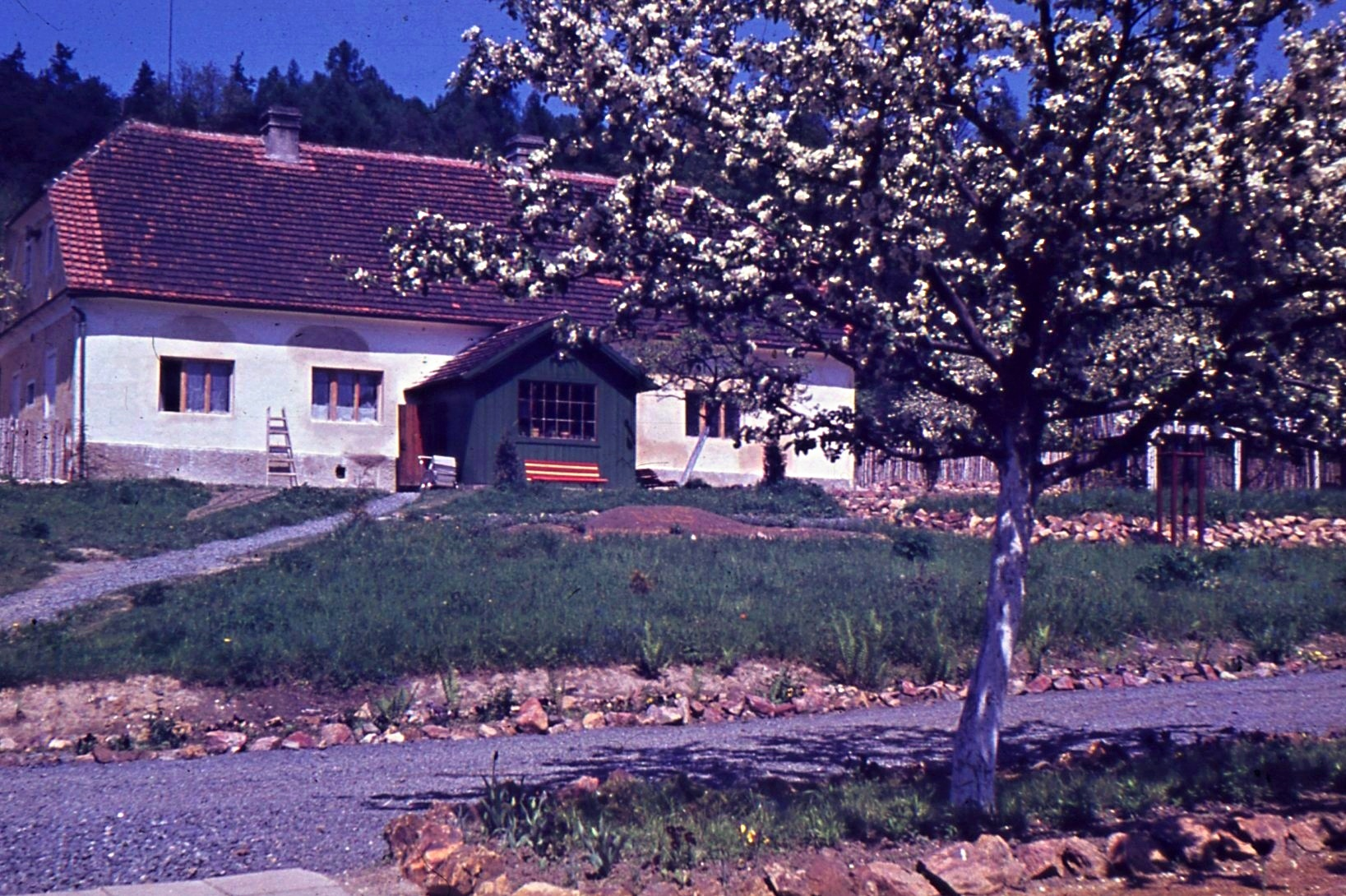
Dnes již neexistující stará hájovna na Pískách

Lesnická škola se do Křivoklátu vrátila až po více než sto letech. Základní odborná škola lesnická na Pískách vznikla jako tzv. středisko pracujícího dorostu. Pro novou školu bylo vybráno místo zvané Píska, situované asi 2,5 km za obcí, na kterém od nepaměti stávala hájovna. Nová školní budova vznikla jen pár metrů od této staré fořtovny. Její výstavba probíhala horečným tempem. Zemní práce byly dokončeny v květnu 1951, v září téhož roku byla školní budova po čtyřech měsících předána k užívání, a učiliště tak mohlo zahájit první školní rok.
Neklidná poválečná doba vynesla do ředitelské funkce učitele a malíře Bohumila Kulveita (1909-1976), který byl na Křivoklát převelen z benešovské stavební průmyslovky. Nutno poznamenat, že Kulveit byl postaven do čela nově založené lesnické školy, aniž by měl zkušenosti s ředitelskou funkcí, stejně tak neměl nic společného s lesnictvím.

Pod vedením tří mistrů odborného výcviku se zde v oboru lesař vzdělávalo okolo 60 žáků. Škola však byla v provozu pouze jediný školní rok, poté byla zrušena. Jednou z hlavních příčin uzavření byly vážné problémy se zásobováním školy pitnou vodou. Žáci byli přiděleni na jiná učiliště, školní budova předána Ministerstvu obchodu. Areál se však záhy dostal zpět do rukou Lesního závodu Křivoklát a několik let byl využíván jako školicí středisko a příležitostná ubytovna pro lesní dělníky. Ne však na dlouho.

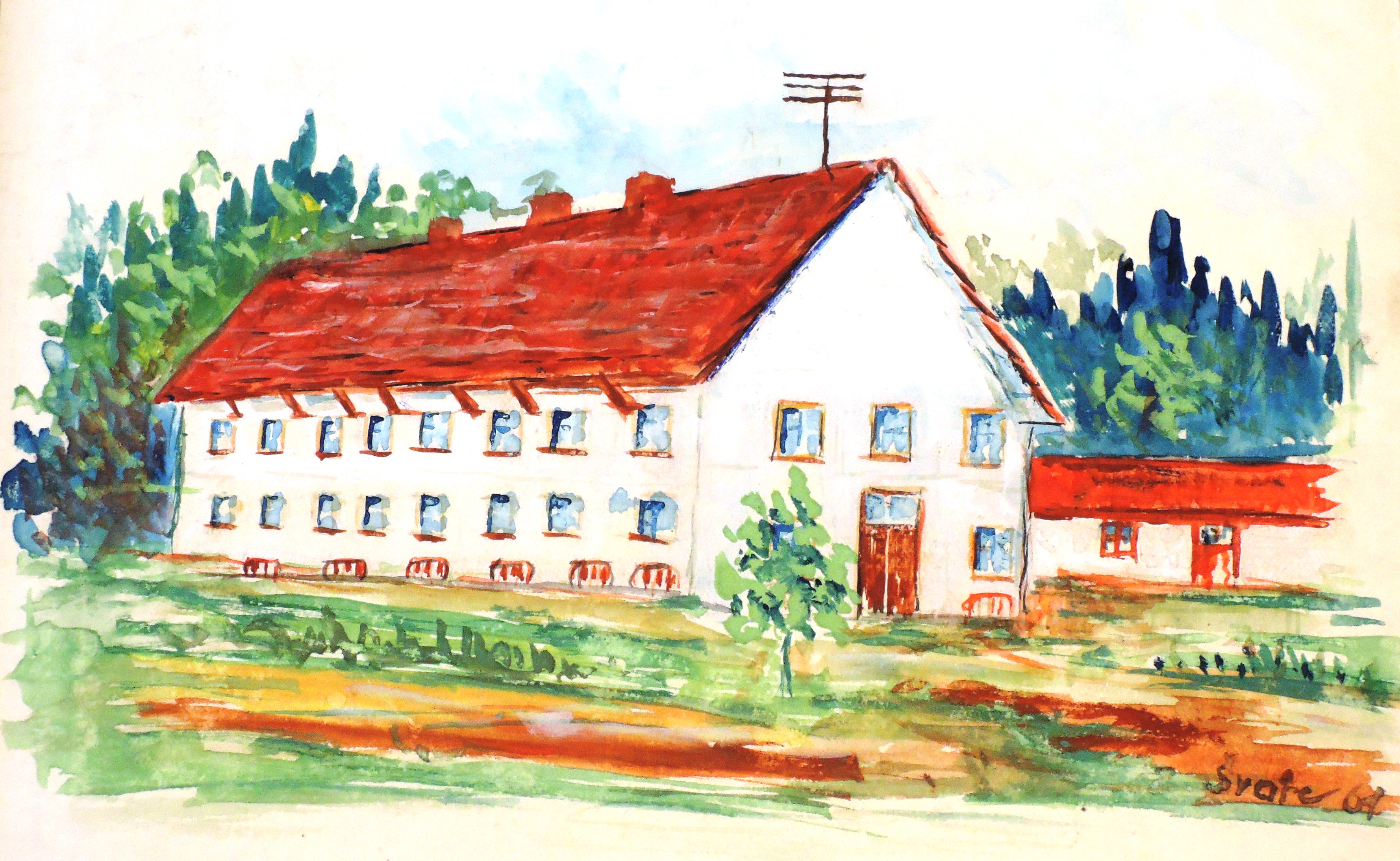
Školní budova na počátku 60. let, dobová kresba ze školní kroniky

### 1961-1985
Definitivně se vrátila lesnická škola do Křivoklátu od školního roku 1961, kdy bylo z rozhodnutí Ministerstva zemědělství, lesního a vodního hospodářství učiliště na Pískách obnoveno jako Lesnická učňovská škola Píska u Křivoklátu.
60. léta se nesla v duchu horečného budování potřebného zázemí a úprav zanedbaného školního pozemku. V prvních letech vytvořili učni záhony s cestičkami a lavičkami, vysázeli stromořadí u příjezdové cesty a ovocný sad v severozápadní části pozemku. Roku 1965 bylo založeno školní arboretum. Zbudovány byly též voliéry pro chované dravce.
Roku 1962 vznikly naproti hlavní budově dva nové přístavky pro ukládání nářadí s bytem pro školníka, v jejich blízkosti potom také podezděná „ruská“ chata. Téhož roku začalo budování školního hřiště, jehož výstavba se nakonec táhla dva roky.

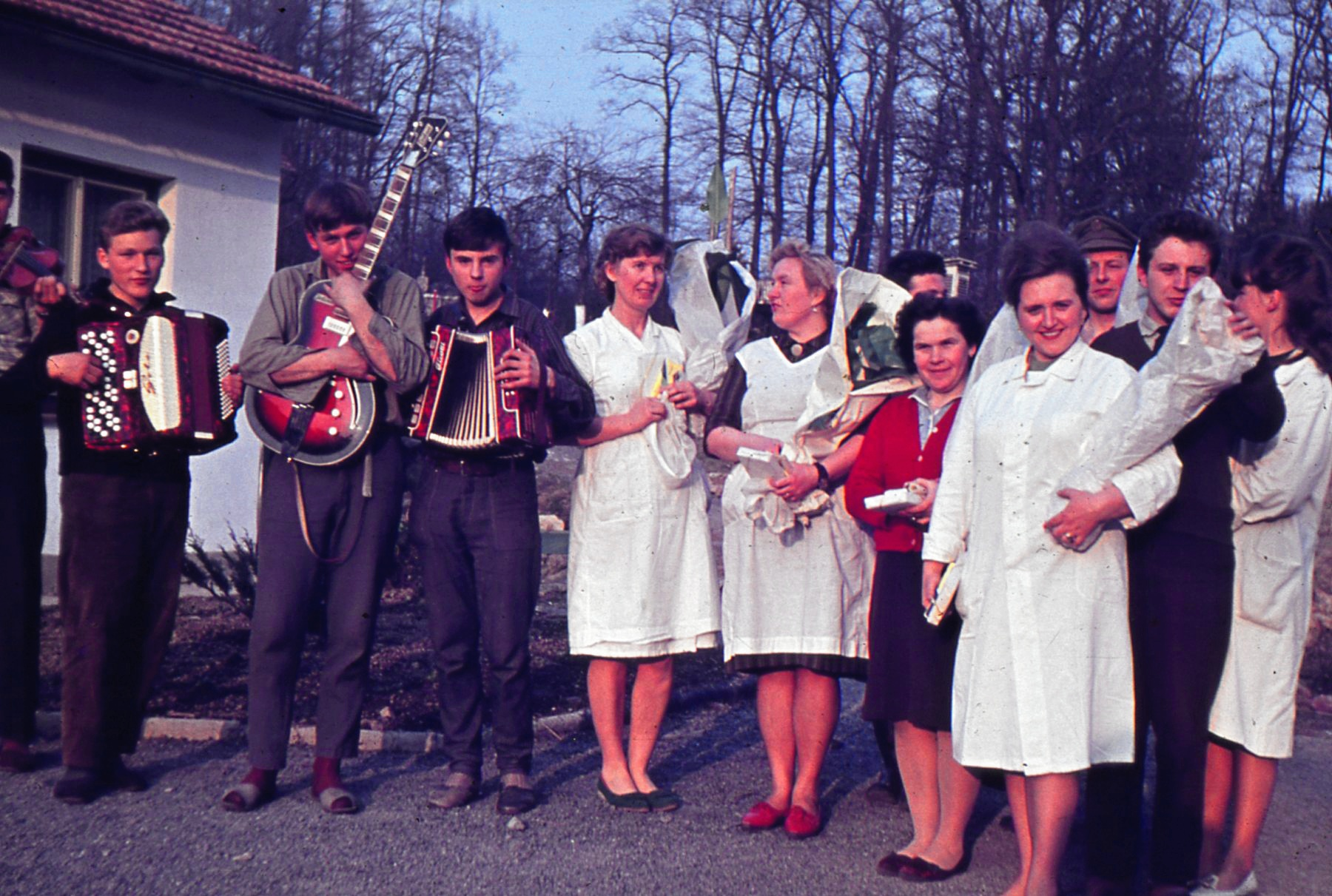
Oslava MDŽ v 60. letech: ženský personál školy a členové estrádního kroužku

Důležitou roli v životě školy hrál od počátku obstarožní autobus Škoda 256. Učiliště jej zakoupilo jako nepojízdný, po několikaměsíčním úsilí údržbáře a několika učňů se jej však podařilo zprovoznit a mohl tak po léta sloužit jak při cestách za prací, tak i za odpočinkem a zábavou.
Počínaje rokem 1976 se změnil dvouletý obor lesař na tříletého mechanizátora lesní výroby. V jednom ročníku bylo obvykle okolo 30 učňů.
Vzhledem k izolované poloze školy došlo v 60. a 70. letech k výstavbě pěti montovaných domků pro zaměstnance a po požáru staré hájenky byla roku 1977 dokončena bytovka s pěti byty. Roku 1983 přibyly v jižní části areálu rozsáhlé moderní dílny, o rok později nový internát.
Období mezi lety 1961-1985 by se dalo bez přehánění nazvat érou ředitele Moravce, pod jehož pevným vedením vyrostla nad Křivoklátem moderní lesnická vzdělávací instituce. Moravec si Křivoklátsko údajně zamiloval doslova na první pohled, když cestou do nového působiště spatřil z vyhlídky nad Zbečnem poprvé údolí Berounky a okolní hvozdy. Tento vášnivý myslivec a lesník dal podle svědectví pamětníků do budování a vedení školy veškerou svou energii a celou svou duši.

### 1985-2016

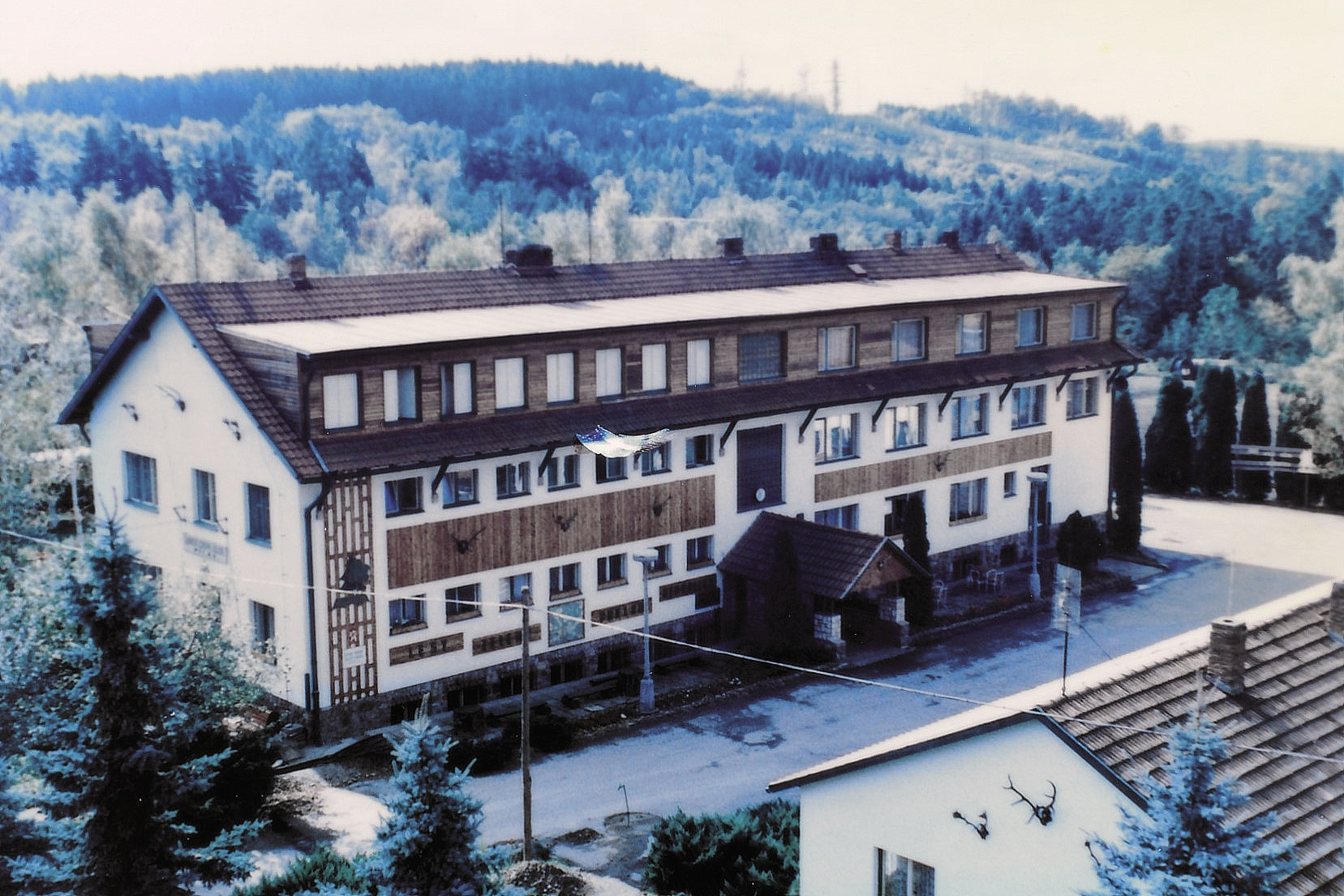
Hlavní budova školy v 80. letech

Po odchodu ředitele Moravce nastalo krátké období rychlých změn na ředitelském postu, ukončené až příchodem Ing. Vratislava Dlohoše, který dříve působil jako vrchní mistr na lesnickém učilišti v Novém Městě na Moravě. Jen co učiliště přestálo výměny na ředitelské pozici, přišel rok 1989 a s ním celá řada nových výzev, souvisejících s hlubokými politickými a hospodářskými změnami.
Mezi největší problém patřil prudce se snižující zájem o učňovské obory a zároveň také nový tlak na ekonomiku provozu škol. Bylo proto přistoupeno k otevření dvou příbuzných učňovských a později ještě dvou maturitních oborů. Od školního roku 1993/94 tak začal být vyučován obor Truhlář se specializací na dřevěné konstrukce, počínaje školním rokem 1998/1999 byl potom otevřen druhý obor související se dřevem, a sice Mechanik opravář se zaměřením na lesní stroje a zařízení (od roku 2010 Opravář lesnických strojů).
Nové obory si přirozeně vyžádaly nové investice. Roku 1993 byla na stávající budově internátu vybudována nástavba, čímž škola získala čtyři nové učebny, kabinet učitelů a skladové prostory. V roce 1999 byla dokončena nová truhlárna na západním okraji hřiště. Roku 2002 byl zbudován také venkovní bazén s možností vyhřívání a čistička odpadních vod.
Školní rok 2010/2011 přinesl nový maturitní obor Ekologie a životní prostředí, využívající polohy školy v CHKO Křivoklátsko. K němu se následující školní rok připojil další „zelený“ obor, a sice Lesnictví. Ekologie a životní prostředí se však potýkala s nízkým zájmem studentů, ve školním roce 2016/2017 ji proto nahradil obor Veterinářství. Díky tomu jsou obě maturitní třídy zcela naplněny a škola si ze zájemců vybírá.
Další rozšiřování nabídky oborů si vyžádalo kromě změny názvu školy také nové investice. Roku 2012 tak vyrostla prostorná tělocvična. V rámci evropského projektu Cestou přírodovědných a technických oborů napříč Středočeským krajem vznikla roku 2014 nová bohatě vybavená biologicko-chemická laboratoř, včelín, skleník, venkovní učebna a geologická stezka.

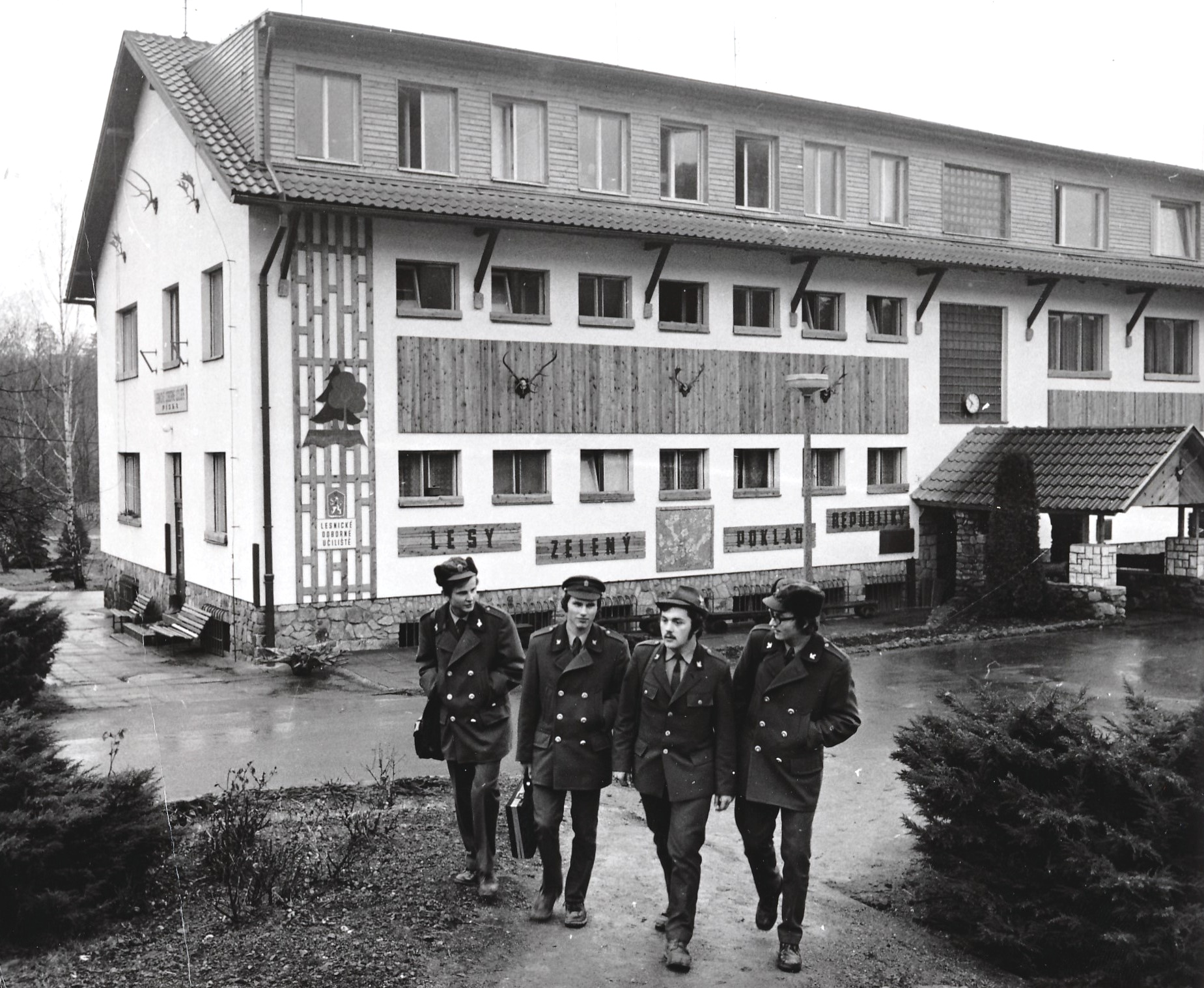
Učni v lesnických uniformách před školou, 80. léta

### Vývoj názvu školy
- Základní odborná škola lesnická Píska (1951-1952)
- Lesnická učňovská škola Píska u Křivoklátu (1961-1963)
- Lesní odborné učiliště Píska (1963-1976)
- Střední odborné učiliště lesnické Křivoklát (1976-2010)
- Střední lesnická škola a Střední odborné učiliště Křivoklát (od roku 2010)

### Ředitelé
- Bohumil Kulveit (1951-1952)
- Drahomír Moravec (1961-1985)
- Ing. Josef Pubal (1985)
- Klement Rejšek (1985-1988)
- Ing. Vratislav Dlohoš (1988-2022)
- Mgr. Alexandra Lochová (od roku 2022)

## Vyučované obory

### Maturitní čtyřleté
- Lesnictví (41-46-M/01) - tradiční obor, připravující studenty k vykonávání a organizování činností souvisejících s pěstováním a ochranou lesa, lesní těžbou a myslivostí. Významná část výuky probíhá přímo v terénu v přilehlých lesích. Praxi vykonávají studenti u Lesů ČR a Lesní správy Lány Kanceláře prezidenta republiky.
- Veterinářství (43-41-M/01) - vzdělávání v oblasti péče o zvířata, zajištění chovů a živočišné výroby. Praktickou část výuky absolvují studenti např. ve Školním zemědělském podniku Lány (ČZU), na statku v Požárech či v plzeňské zoologické zahradě.

### Učební tříleté
- Lesní mechanizátor (41-56-H/01) - nejdéle zde vyučovaný obor, vedoucí žáky k osvojení znalostí a dovednstí souvisejících s pracemi při těžbě a manipulaci dříví, obnově a ochraně lesa či základní údržbě lesnické techniky.
- Opravář lesnických strojů (41/56-H/02) - obor logicky navazující na předchozí, zaměřený zejména na získání kvalifikace pro údržbu a opravy lesnické techniky, absolventi jsou však schopni opravovat i ostatní zemědělskou techniku či automobily.
- Truhlář (33-56-H/01) - na SLŠ a SOU Křivoklát se truhláři zaměřují zejména na stavebně truhlářské výrobky (dřevostavby, altány, lesní stavby atp.), v rámci zakázkové výroby zajišťované školou však žáci zhotovují celou řadu výrobků pro domácnost.

## Mezinárodní spolupráce
- Technikum Leśne, Tułowice (Polsko)
- Poljoprivredno-šumarska škola Josif Pančić, Surdulica (Srbsko)
- Profesionalna gimnazija po gorsko stopanstvo i drvoobrabotvane Sava Mladenov, Teteven (Bulharsko)
- Landwirtschaftliche Fachschule Litzlhof (Rakousko)

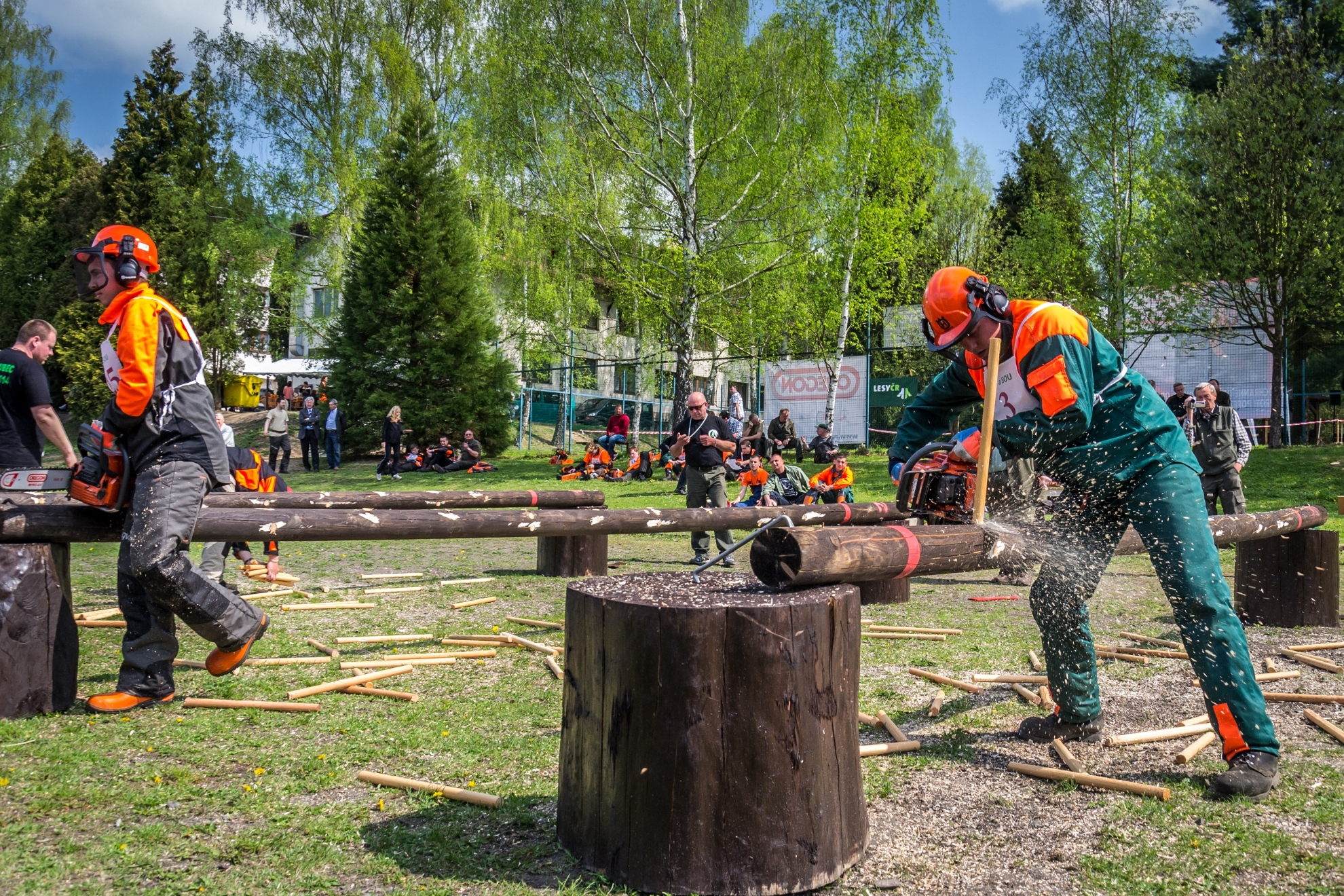
Dřevorubec Junior 2014

## Soutěž Dřevorubec Junior
Od roku 2011 se na SLŠ a SOU Křivoklát pravidelně pořádá mistrovství republiky žáků lesnických učilišť v práci s motorovou pilou Dřevorubec Junior.
Toto klání mezi českými a slovenskými lesnickými školami má více než padesátiletou tradici. Pod různými názvy kolovalo po desetiletí pořadatelství mezi tuzemskými lesnickými učilišti, v souvislosti s radikální redukcí těchto škol na přelomu století však nakonec pořadatelství zůstalo trvale na Křivoklátě. Akce probíhá přímo v areálu školy.
Od roku 2012 má soutěž mezinárodní charakter, kromě tradiční účasti slovenských škol se dnes pravidelně zúčastňují také mladí dřevorubci z Bulharska, Polska, Rakouska a Srbska.